# Дупљари
Дупљари (Coelenterata) су најниже праве вишећелијске животиње (Eumetazoa) које живе искључиво у води и то у огромној већини случајева у морској води. Имају радијално симетрично тело на коме се разликује једна главна, уздужна оса око које су зрачно (радијално) распоређени разни органи. Органи се понављају онолико пута колико има зракова. Дупљари имају способност регенерације. Имају дифузан нервни систем којег граде нервне ћелије звезданог облика са наставцима које граде дифузну мрежу.
Тело дупљара има изглед двослојног мешка који је отворен на једном крају. У унутрашњости мешка налази се гастро-васкуларна дупља која је у контакту са спољашњом средином преко једног јединог отвора - усног. Кроз овај отвор се истовремено и избацују несварени делови хране. Око усног отвора налази се венац зрачно распоређених пипака који хватају плен.

## Грађа
Код дупљара можемо уочити три слоја:
- Први слој (Ектодерм) или спољашњи слој има заштитну улогу, а чине га пет врста ћелија и то епителијално-мишићне, чулне, жарне, жлездане и нервне ћелије.
- Други слој (Мезоглеја) граде ембрионалне ћелије ектодермалног порекла, такође овај слој садржи и полне ћелије.

Трећи слој (Ендодерм) је унутрашњи слој, а граде га епителијално-мишићне ћелије које имају улогу у ширењу и скупљању ткива (таласасти покрети код медуза), ћелије за варење и жлездане ћелије које луче секрет који разлаже честице у дупљи ради лакшег варења.

## Размножавање
Дупљари се размножавају на два начина, полно и бесполно.
1. Бесполно се размножавају пупљењем.
2. Полно се размножавају полним ћелијама где нема самооплођења, циклус развића протиче од зигота, покретне ларве до одрасле јединке. Други начин полног размножавања је смена генерација где се смењују облици полип и медуза.

Дупљарима припадају два типа животиња:
- жарњаци (Cnidaria)
- реброноше (Ctenophora).

Дупљари нису монофилетска група, те овај назив треба одбацити и користити се називима типова.